# Damien Marsh
Damien Marsh (Australia, 28 de marzo de 1971) es un atleta australiano, especializado en la prueba de 4 x 100 m en la que llegó a ser subcampeón mundial en 1995.

## Carrera deportiva
En el Mundial de Gotemburgo 1995 ganó la medalla de plata en los relevos 4 x 100 metros, con un tiempo de 38.50 segundos, llegando a meta tras Canadá y por delante de Italia, siendo sus compañeros de equipo: Tim Jackson, Steve Brimacombe y Paul Henderson.